# XPeng P5

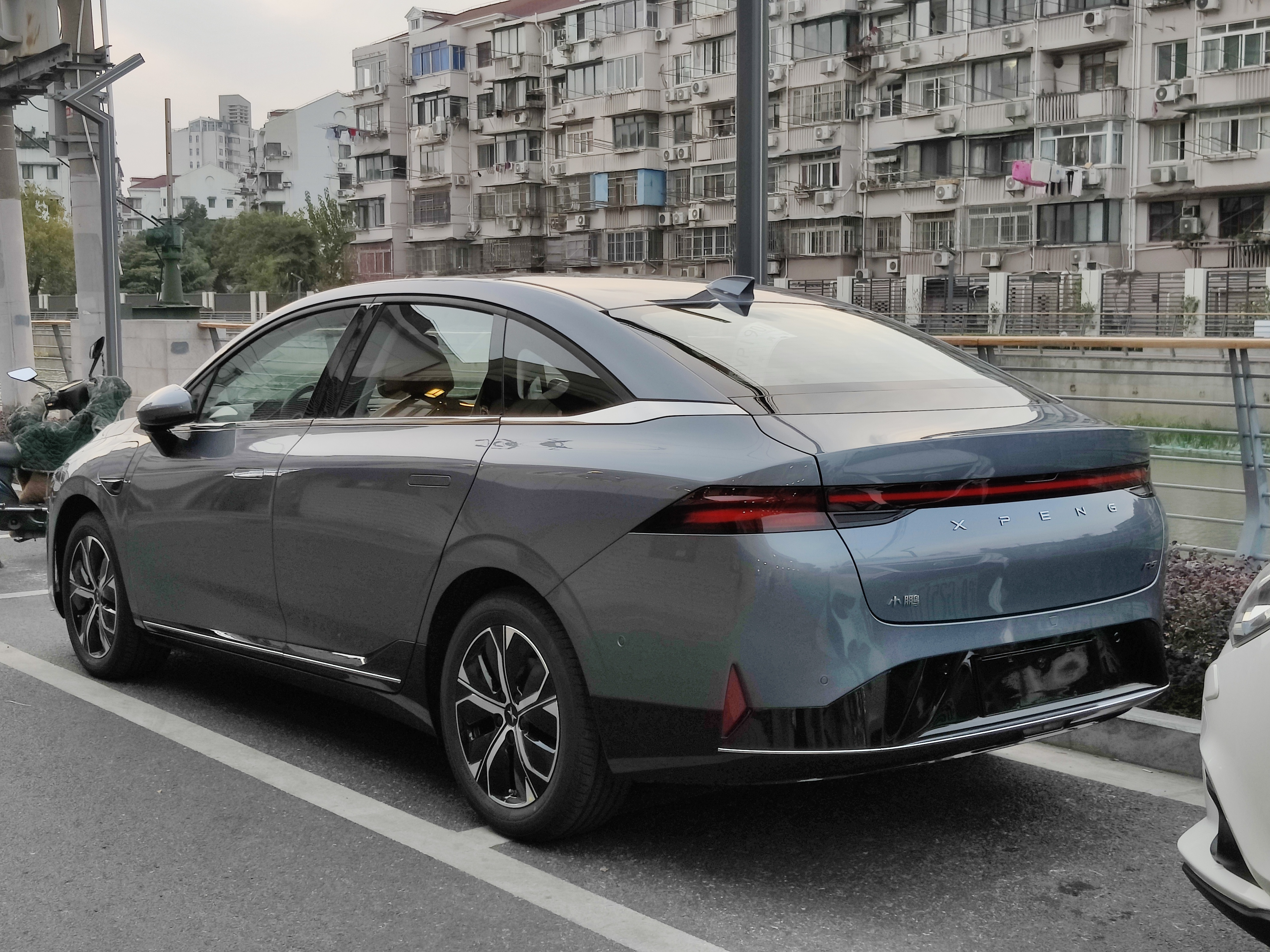
Вид сзади

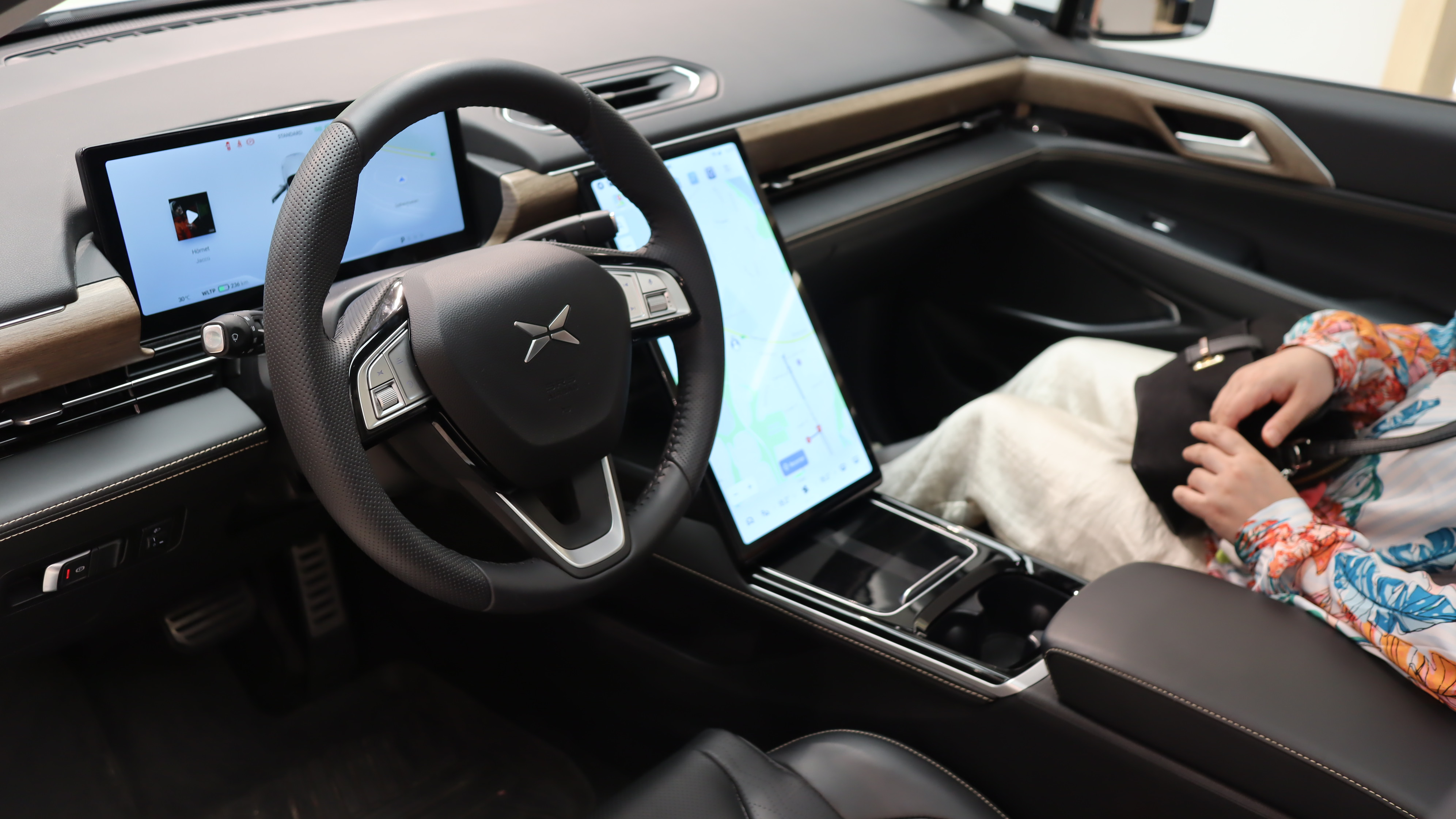
Интерьер

XPeng P5 (кит. 小鹏P5; пиньинь Xiǎopéng P5) — компактный электромобиль производства компании XPeng Motors. Это первый электромобиль, оснащённый лидаром.

## Описание
XPeng P5 дебютировал в апреле 2021 года на автосалоне в Шанхае. По сути, он является дешёвой альтернативой флагманскому седану XPeng P7.
Дизайн XPeng P5 во многом имеет сходство с XPeng P7. Фары соединены светодиодной полосой между собой.
Автомобиль оснащён мультимедийной системой Xmart OS 3.0 третьего поколения с функцией голосового помощника. Салон выполнен в минималистичном дизайне, в котором доминирует  огромный вертикальный сенсорный экран мультимедийной системы диагональю 15,6 дюймов, расположенный под углом между краем приборной панели и центральным туннелем. Продажи стартовали в 4 квартале 2021 года в Китае. С 2022 года автомобиль продаётся на отдельных рынках Западной Европы, начиная с Норвегии.

## Технические характеристики
Запас хода автомобиля XPeng P5 составляет 600 км на одной зарядке. Привод — только передний. Планируется и полный привод.